# Heino (album 1966)
Heino è il primo album del cantante Schlager tedesco Heino pubblicato nel 1966 da Columbia.

## Tracce
1. Wir wollen zu Land ausfahren
2. Schwer mit den Schätzen des orients beladen
3. Der Fremdenlegionär
4. Er war mein bester Freund
5. Wilde Gesellen
6. Hohe Tannen
7. Ade zur guten Nacht
8. Was Träumen matrosen
9. Heute an Bord
10. Seemann, wo ist deine Heimat
11. Wir lieben die Stürme
12. Dein Junge kommt wieder
13. Mandolinen und Gitarren
14. Das seben geht weiter

## Formazione
- Heino: voce